# Sønderportsgade (Ribe)
Sønderportsgade er en gade i Ribe. Det er en af byens længste gader, og den løber fra Von Støckens Plads i nord og til stampemølleåen i syd.

## Bygninger

### Maren Splids hus
Sønderportsgade 3, findes Maren Splids hus.

### Termansens boglade
Sønderportsgade 17 havde Termansens boglade til huse i mange år. Stedet var drevet af Ribe's æresborg C.N. Termansen, Chr. F. Termansen.
Stedet er særdeles kendt og fremgår af mange ungdomserindringer af elever på Ribe Katedralskole. Efter Chr. F. Termansens død i 1886, drev enken Sophie Termansen stedet videre. Eller Bedste som eleverne på Ribe Katedralskole kaldte hende.
Bogladen ophører d. 31. marts 1995.
I dag drives stedet som et spillested for jazzmusik.

### Husteds Gård
Sønderportsgade 37 havde en af byens ældste købmænd til huse i mange år

### Sønderport
For enden af Sønderportsgade mod syd, lå engang en byport